# Andrzej Górnicki

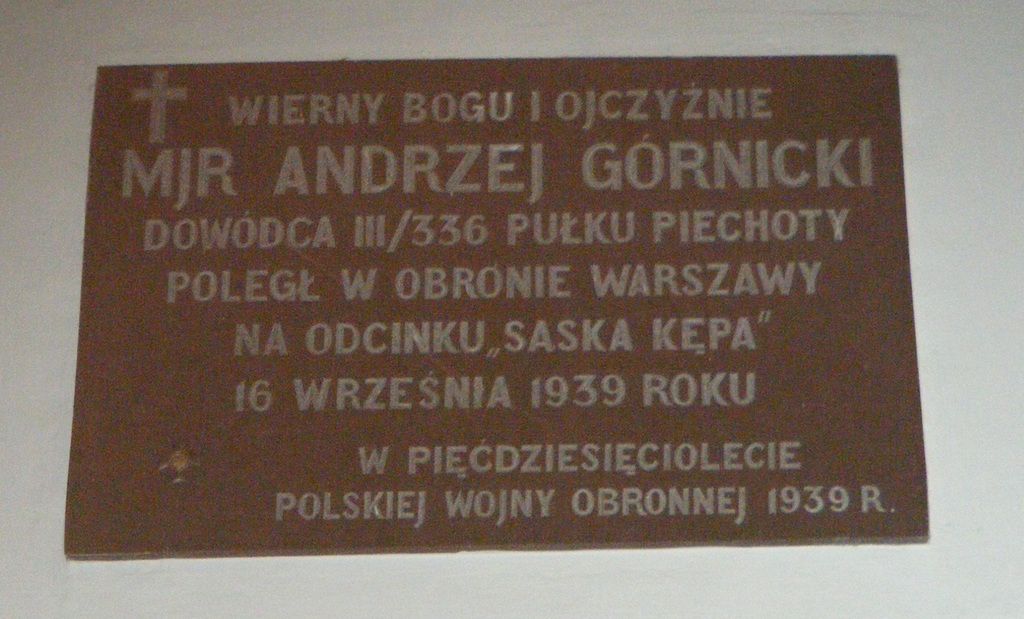
Tablica pamiątkowa w kościele na Saskiej Kępie.

Andrzej Górnicki (ur. 29 października 1896 w Warszawie, zm. 16 września 1939 tamże) – major piechoty Wojska Polskiego.

## Życiorys
Do Wojska Polskiego został przyjęty z byłej armii rosyjskiej. Pełnił służbę w 79 pułku piechoty. 3 maja 1922 został zweryfikowany w stopniu porucznika ze starszeństwem z 1 czerwca 1919 i 2579. lokatą w korpusie oficerów piechoty. Później został przeniesiony do 78 pułku piechoty w Baranowiczach. 19 marca 1928 został mianowany na stopień kapitana ze starszeństwem z 1 stycznia 1928 i 270. lokatą w korpusie oficerów piechoty. W latach 1932–1933 był przydzielony do 20 Dywizji Piechoty w Baranowiczach. W styczniu 1934 wrócił do macierzystego 78 pp. 27 czerwca 1935 został mianowany na stopień majora ze starszeństwem z 1 stycznia 1935 i 72. lokatą w korpusie oficerów piechoty. Po awansie został wyznaczony na stanowisko dowódcy batalionu w 78 pp. W marcu 1939 pełnił służbę w Generalnym Inspektoracie Sił Zbrojnych w Warszawie, w składzie osobowym inspektora armii „na odcinku Baranowicze” gen. dyw. Tadeusza Piskora na stanowisku oficera komisji regulaminowej. 31 sierpnia 1939, w czasie mobilizacji powszechnej, objął dowództwo nad nowo sformowanym baonem karabinów maszynowych i broni towarzyszących nr 2. W pierwszej dekadzie września dowodzony przez niego batalion został rozwiązany, poszczególne kompanie przydzielone do nowo powstających oddziałów piechoty, a on sam objął dowództwo III batalionu 2 pułku piechoty Obrony Pragi. Poległ 16 września 1939 dowodząc kombinowanym batalionem w natarciu na Wał Gocławski.

## Ordery i odznaczenia
- Krzyż Srebrny Orderu Wojskowego Virtuti Militari (pośmiertnie, 28 września 1939)[17]
- Krzyż Walecznych „za czyny męstwa i odwagi wykazane w bojach toczonych w latach 1918–1921”[18]
- Srebrny Krzyż Zasługi (10 listopada 1928)[19][20][18]